# Фридек-Мистек
Фридек-Мистек (чеш. Frýdek-Místek, пољ. Frydek-Mistek) град је у Чешкој Републици и велики град чешког дела Шлеске. Фридек-Мистек је четврти по величини град управне јединице Моравско-Шлески крај, где чини засебан округ Фридек-Мистек.
Град Фридек-Мистек је познат као град који се простире кроз две историјске покрајине Чешке Републике - кроз Моравску и Шлеску. Сам назив града упућује да се он некада састојао из два мања града, Фридека и Мистека, који су се налази на две стране реке, која дели ове две историјске покрајине.

## Географија
Фридек-Мистек се налази у крајње источном делу Чешке републике. Град је удаљен од главног града Прага 370 км источно. Од Остраве, првог већег града, град је удаљен 23 км.

### Рељеф
Фридек-Мистек се простире кроз две историјске покрајине Чешке Републике - кроз Моравску и Шлеску. Сам назив града упућује да се он некада састојао из два мања града, Фридека и Мистека, које дели река Остравице. Западно смештен Мистек се налази у Моравској, а источни смештен Фридек се налази у Шлеској (и то у Тјешинској Шлеској). Град се налази на заталасаном терену на близу 300 м надморске висине. Источно од града издижу се планине Бескиди. 

### Клима
Клима области Карвине је умерено континентална.

### Воде
Река Остравице дели данашњи град Фридек-Мистек на источни и западни део. Западно смештен Мистек се налази у Моравској, а источнио смештен Фридек се налази у Шлеској.

## Историја
Подручје Фридек-Мистека било је насељено још у доба праисторије. Оба насеља, и Фридек и Мистек, јављају се у писаним списима у 13. веку. Међутим, оба насеља су добила градска права тек током Другог светског рата, да би 1955. године била спојена у једну градску и управну целину.
1919. године Фридек-Мистек је постао део новоосноване Чехословачке. У време комунизма град је нагло индустријализован, па је дошло до наглог повећања становништва. После осамостаљења Чешке Републике дошло је до опадања активности тешке индустрије.

## Становништво
Фридек-Мистек данас има око 60.000 становника и последњих година број становника у граду полако расте. Поред Чеха у граду живе и Пољаци, Словаци и Роми.

## Партнерски градови
- Мисловице

## Галерија
- црква св. Ђорђа
- Замак у Фридеку
- Детаљ са Фридечког трга
- Река Остравице у градском парку